# Albert Ogilvie

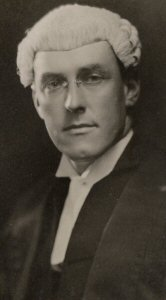
Albert Ogilvie

Albert George Ogilvie (* 10. März 1890 in Hobart, Tasmanien; † 10. Juni 1939 in Warburton, Victoria) war ein australischer Politiker der Australian Labor Party (ALP), der zwischen 1934 und seinem Tod 1939 Premierminister von Tasmanien war. Er war nach Richard Dry einer von zwei Premierministern Tasmaniens, die im Amt verstarben.

## Leben
Ogilvie wurde als Kandidat der Australian Labor Party am 31. Mai 1919 im Wahlkreis Franklin erstmals zum Mitglied des Repräsentantenhauses (Tasmanian House of Assembly), dem Unterhaus des tasmanischen Parlaments, gewählt und gehörte diesem bis zu seinem Tod an.
Am 25. Oktober 1923 wurde Ogilvie von Premierminister Joseph Lyons als Generalstaatsanwalt (Attorney General) erstmals in eine Regierung des Bundesstaates berufen und übte dieses Amt bis zum Ende der Amtszeit von Lyons am 15. Juni 1928 aus. Zugleich war er vom 25. Oktober 1923 bis zum 12. Oktober 1927 Bildungsminister (Minister for Education) sowie zusätzlich zwischen dem 24. März 1924 und dem 12. Oktober 1927 Forstwirtschaftsminister (Minister for Forestry) und vom 26. März 1924 bis zum 10. Juli 1925 auch noch Bergbauminister (Minister for Mines).
Während seiner Parlamentszugehörigkeit wurde er als Nachfolger von Benjamin Watkins im Oktober 1929 Oppositionsführer und war als solcher Spitzenkandidat bei den Parlamentswahlen am 9. Mai 1931. Bei dieser Wahl errang jedoch die Nationalist Party of Australia unter Premierminister John McPhee 61.414 Stimmen (56,4 Prozent) und konnte damit ihr Ergebnis um 14,2 Prozent verbessern, so dass sie mit 19 Sitzen über eine absolute Mehrheit im 30-köpfigen House of Assembly verfügte. Ogilvies Labor Party kam dagegen nur auf 38.030 Stimmen (34,92 Prozent) und verlor damit 12,23 Prozentpunkte sowie vier ihrer bisher zehn Mandate.
Bei den darauf folgen Wahlen am 9. Juni 1934 erzielte die Nationalist Party unter Walter Lee, McPhees Nachfolger als Premierminister, 54.549 Stimmen (46,72 Prozent) und verlor somit 9,68 Prozentpunkt, so dass sie nur noch 13 statt 19 Abgeordnete stellen konnte. Die Labor Party kam nunmehr auf 53.454 Stimmen (45,78 Prozent) und gewann somit 10,85 Prozentpunkte hinzu, so dass sie aufgrund des bestehenden Wahlrechts nun 14 Abgeordnete stellen konnte. Drei Mandate entfielen auf Parteilose, von denen George Carruthers die Labor Party unterstützte.
Dadurch wurde Ogilvie am 22. Juni 1934 neuer Premierminister des Bundesstaates. Bei den Parlamentswahlen vom 20. Februar 1937 konnte die Labor Party ihr Ergebnis deutlich verbessern und bekam 71.263 Stimmen (58,67 Prozent) und verfügte mit 18 Sitzen nunmehr über eine eigene absolute Mehrheit. Die Nationalist Party unter Henry Baker verlor eines ihrer Mandate und verfügte mit 47.204 Stimmen (38,86 Prozent) nur noch über zwölf Sitze.
Ogilvie bekleidete das Amt des Premierministers bis zu seinem Tod am 10. Juni 1939. Nachfolger wurde daraufhin Edmund Dwyer-Gray. Ogilvie war damit nach dem am 1. August 1869 verstorbenen Richard Dry ein von zwei Premierministern Tasmaniens, die im Amt verstarben.